# Avenue Lucien-Lanternier
L'avenue Lucien-Lanternier est une voie de communication située sur la commune de Gennevilliers. Elle suit le tracé de la route nationale 186.

## Situation et accès
Orientée d'ouest en est, elle part du carrefour du boulevard Intercommunal et du boulevard Pierre-de-Coubertin.
Elle forme le point de départ de quelques anciennes voies, comme la rue de la Couture-d'Auxerre et la rue Sainte-Geneviève.
S'approchant du centre historique de la ville, elle se termine au carrefour de la rue Jean-Jaurès et de la rue Eugène-Varlin, dans le prolongement de la rue Pierre-Timbaud.
Depuis 2012, la rue est desservie par la station de métro Les Courtilles, et la ligne 1 du tramway d'Île-de-France, qui suit son parcours.

## Origine du nom
Elle est nommée en hommage à Lucien Lanternier (1919-1994), ancien maire de la ville,.

## Historique

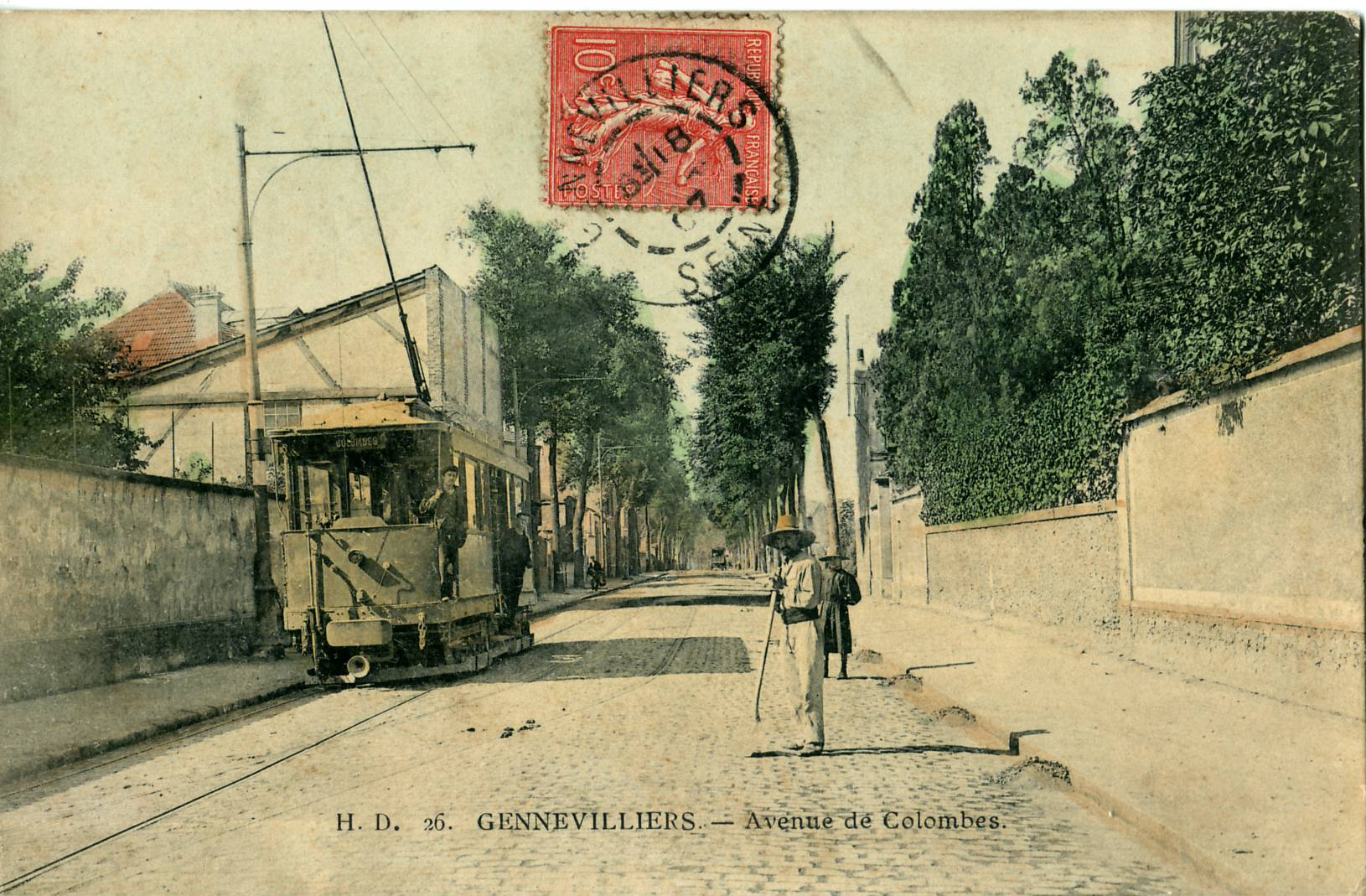
L'avenue de Colombes en 1907, aujourd'hui l'avenue Lucien-Lanternier.

Cette avenue est un ancien axe de communication entre Nanterre et Saint-Denis, qui a aussi pris le nom de route de Rueil à Bondy.
L'avenue longeait les terres du château de Gennevilliers, vendu à Jean-Étienne-Marie Portalis le 8 mai 1806, formant l’ancienne avenue depuis la grille du parc jusqu’à la commune d’Asnières.
Jusque dans les années 1930, l'avenue était parcourue par un tramway.
Avant les années 1960, la zone située au nord de l'avenue de Colombes (son ancien nom) était encore une étendue de jardins ouvriers, de maraîchages et d'ateliers appelée la Plaine. Sur ces anciens terrains agricoles ont été notamment créés le parc des Bonnequins et le square Notre-Dame-de-Fatima.

## Bâtiments remarquables et lieux de mémoire

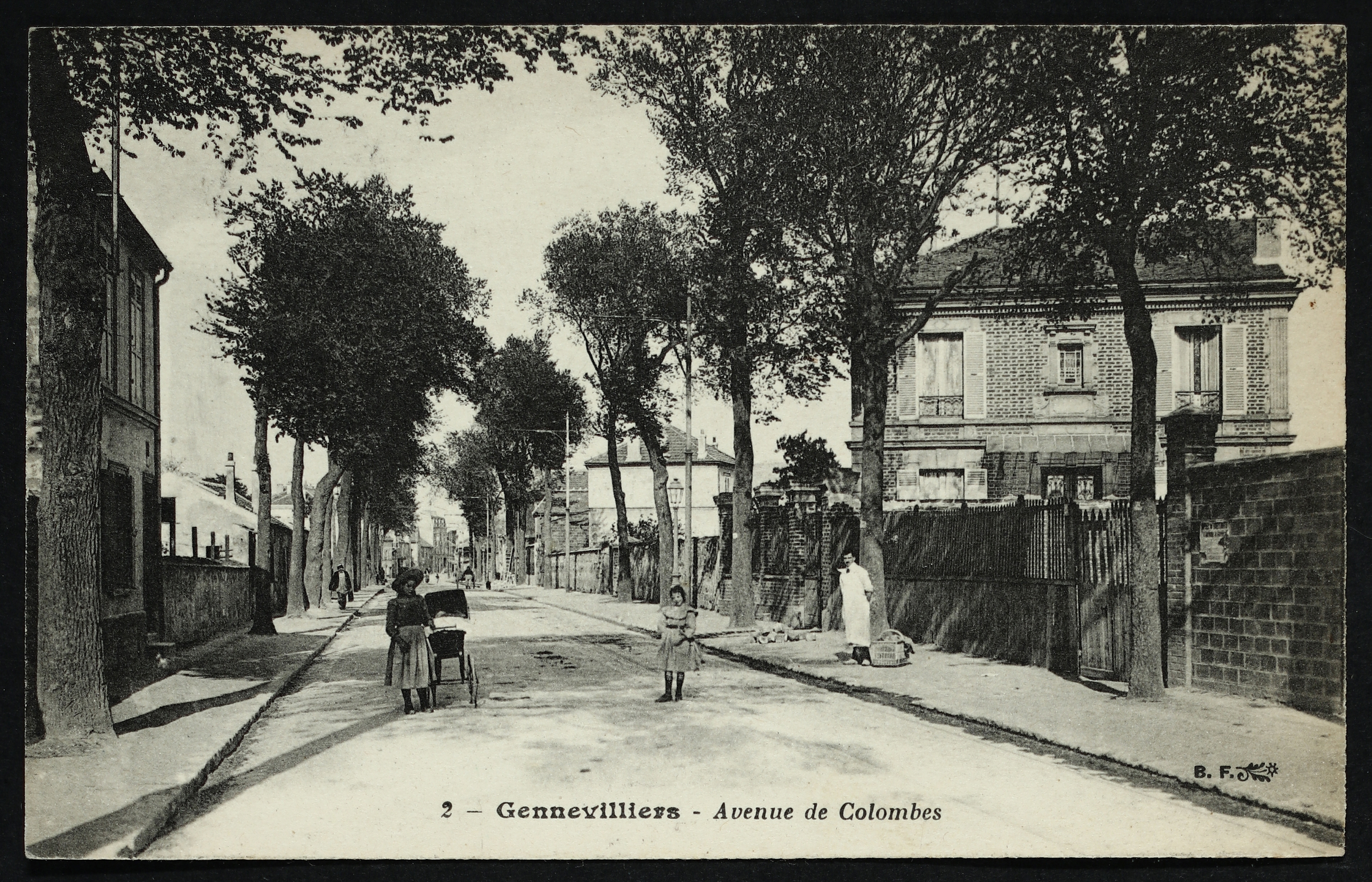
Ancienne avenue de Colombes, vers l'ouest, autour de 1900.

- Square Notre-Dame-de-Fatima, à l'angle de la rue Eugène-Varlin[7],[8], du nom de l'ancienne école installée au début du XIXe dans une maison offerte par Jean-Baptiste Portalis, ministre des Cultes[9];
- Cité du Luth, ensemble réalisé par les architectes Georges Auzolle et Otello Zavaroni, de 1965 à 1978[10]. Son nom provient d'une sente du Luth qui existait à cet endroit au XVIIIe[3]. Elle est remaniée par Roland Castro en 1984[11];